# زبان اشاره السالوادوری
زبان اشاره السالوادوری زبان اشاره‌ای است که توسط ناشنوایان و کم شنوایان در السالوادور استفاده می‌شود.